# So Near, So Far (Musings for Miles)
So Near, So Far (Musings for Miles) ist ein Jazzalbum von Joe Henderson, aufgenommen am 12., 13. und 14. Oktober 1992 in den Power Station Studios in New York City und veröffentlicht 1993 auf Verve Records.

## Das Album
In den 1990er Jahren nahm Joe Henderson für das Verve-Label eine Reihe von Konzeptalben auf, die in ihrem Songbook-Charakter an die Songbook-Alben von Ella Fitzgerald, Oscar Peterson und Sarah Vaughan erinnern, die Verve in den 1950er und 1960er Jahren erfolgreich produzierte: 1991 nahm der Tenorsaxophonist ein Album mit Billy-Strayhorn-Kompositionen auf (Lush Life), 1995 ein Album mit Musik des brasilianischen Komponisten Antônio Carlos Jobim (Double Rainbow, mit Herbie Hancock) und schließlich als letztes Werk vor seinem Tode im Jahr 2001 ein Porgy and Bess-Album (1997); aus diesen Aufnahmen heraus ragt Hendersons im Oktober 1992 eingespielte Hommage an den im Jahr zuvor verstorbenen Trompeter Miles Davis unter dem Titel So Near, So Far.
Obwohl Henderson 1967 nur kurz mit Miles Davis gearbeitet hatte, fühlte sich Henderson der Musik von Miles Davis verbunden. Für sein Album wählten Joe Henderson und Produzent Richard Seidel einige klassische (wie „Miles Ahead“ oder „Flamenco Sketches“) und auch einige weniger bekannte Davis-Kompositionen (z. B. „Side Car“) aus und ergänzten sie mit dem Titelstück „So Near, So Far“, komponiert von Tony Crombie und Benny Green und von Miles auf dem Album Seven Steps to Heaven 1963 interpretiert.
Joe Henderson und seine Band aus John Scofield, Dave Holland und Al Foster, die ebenfalls verschiedenen Miles Davis-Bands angehört hatten, interpretieren die Musik des Trompeters basierend auf Transkriptionen der Original-Stücke, die Produzent Don Sickler
vorgenommen hatte. Mit der Wahl eines Gitarristen – statt eines Pianisten wie bei der Lush Life-Session – wollte man eine neue Perspektive auf das klassische Material von Miles Davis seit 1955 eröffnen und sich auf den späten Davis der Zeit um 1970/75 beziehen, als dieser ebenfalls mit Gitarristen arbeitete.
Der erste Titel des Albums, das balladenhafte „Miles Ahead“ stammt von dem gleichnamigen Album Miles Ahead, das Davis 1957 mit dem Gil Evans Orchester aufnahm; Evans ist auch als Co-Komponist ausgewiesen. Das swingende Stück „Joshua“ wurde von Miles Davis erstmals mit George Coleman 1963 aufgenommen und auf dem Seven Steps to Heaven-Album veröffentlicht. „Pfrancing (No Blues)“ stammt aus der Sextett-Periode um 1958 und erschien auf dem Album Some Day My Prince Will Come 1961. Auf diesem erschien auch die Teo Macero gewidmete Komposition „Teo“ erstmals. Eines von Miles´ bekanntesten Stücken, „Flamenco Sketches“, erschien 1959 auf dem Kind-of-Blue-Album. Das boppige „Milestones“ (nicht zu verwechseln mit „Miles“ auf dem Milestones-Album) war Miles´ erste Komposition, die auf seiner ersten Session als Leader am 14. August 1947 für Savoy aufgenommen wurde, als er noch in Charlie Parkers Band spielte.
„Swing Spring“ spielte Miles erstmals bei der legendären Weihnachtssession 1954 mit Milt Jackson und Thelonious Monk, erschienen auf dem Album Miles Davis and the Modern Jazz Giants. „Circle“ und „Side Car“ nahm Davis in der Phase seines Übergangs zum Rockjazz auf; die Ballade „Circle“ entstand im Oktober 1966 mit dem zweiten Miles Davis-Quintett und erschien auf dem Album Miles Smiles; „Side Car“ spielte Davis im Februar 1968 ein, mit seinem Quintett und George Benson an der Gitarre.

## Bewertung des Albums
Joe Henderson zeige, so Scott Yanow im All Music Guide, in diesem Album und dessen Titeln, die mit Miles Davis assoziiert werden, eine neue Interpretation von wenig bekanntem Material wie „Teo“, „Swing Spring“ oder „Side Car“; ihm gelängen eigenständige, frische Interpretationen von Klassikern wie „Miles Ahead“, „Milestones“ und „No Blues“. Yanow begrüßt, dass der Saxophonist nicht den einfacheren Weg gegangen ist und das relativ schlichtere Material aus Davis´ Anfangsjahren ausgewählt hat.
Richard Cook und Brian Morton zählen So Near, So Far zu den besten Alben in Joe Hendersons Spätwerk und bewerteten es mit der Höchstnote von vier Sternen. Die Autoren bescheinigen den Neuinterpretationen eine ungewöhnliche Frische und heben die beeindruckenden Leistungen der Rhythmusgruppe hervor. Der Rahmen und das Mass der Improvisationen der Musiker sei stark durch ihre jeweiligen Erinnerungen an den Trompeter bestimmt.
Auch Ian Carr hebt im Jazz – Rough Guide das Album als eines der bedeutendsten in der Diskographie des Tenorsaxophonisten hervor; es sei ein „bewegender Tribut an Miles Davis“; das Quartett „bringt frisches Leben in alles, die Musik glüht“.

### Auszeichnungen
Joe Hendersons Album So Near, So Far gewann 1994 den Grammy Award in der Kategorie Jazz Instrumental, Individual or Group. Für die Interpretation des Titels Miles Ahead erhielt er einen weiteren Grammy in der Kategorie Jazz Instrumental Solo. Das Album wurde sowohl vom Billboard Magazin als auch von der Village Voice als Jazzalbum des Jahres gewürdigt. Auch im Down Beat wurde es als Album des Jahres ausgezeichnet; Henderson wurde gleichzeitig auch als Jazzmusiker des Jahres und als bester Tenorsaxophonist gewürdigt.

## Titelliste
1. Miles Ahead (Davis/Gil Evans) – 4:31
2. Joshua (Victor Feldman/Davis) – 6:18
3. Pfrancing (No Blues) (Davis) – 8:18
4. Flamenco Sketches (Davis) – 9:37
5. Milestones (Davis) – 5:57
6. Teo (Davis) – 8:36
7. Swing Spring (Davis) – 8:10
8. Circle (Davis) – 6:07
9. Side Car (Davis) – 10:24
10. So Near, So Far (Crombie/Green) – 4:30